# Antonio Frova
Antonio Frova (geboren am 21. Juli 1914 in Verona; gestorben am 19. Mai 2007 in Mailand) war ein italienischer Klassischer Archäologe.
Antonio Frova studierte Klassische Archäologie an der Katholischen Universität vom Heiligen Herzen in Mailand, an der er 1935 bei Roberto Paribeni laureiert wurde. Nach weiteren Studien zur Kunstgeschichte an der Universität Padua war er 1938/1939 Stipendiat der Scuola Archeologica Italiana in Athen. Im Jahr 1940 ging er im Auftrag des italienischen Außenministeriums nach Bulgarien, wo er während des Zweiten Weltkriegs wichtige Ausgrabungen durchführte, unter anderem in der Colonia Ulpia Oescus, in Durostorum, in Kasanlak und in Anchialos.
Nach Kriegsende arbeitete er zunächst für die Soprintendenza alle antichità della Lombardia, bei der er zum Inspektor aufstieg. Während dieser Zeit leitete er in den Jahren 1955–1958 die Ausgrabungen in Lodi Vecchio, von 1959 bis 1964 die von der Katholischen Universität und der Kommune Mailand finanzierten Ausgrabungen im israelischen Caesarea Maritima, in deren dritten Kampagne 1961 die berühmte Pilatus-Inschrift gefunden wurde. Es folgten 1962 die Habilitation an der Katholischen Universität Mailand, 1964 die Ernennung zum Direktor des Archäologischen Nationalmuseums Parma. Im Jahr 1967 wurde er Leiter der Soprintendenza in Ligurien, eine Position, die er bis 1976 innehatte. Noch 1967 begann er die bis 1977 dauernden Ausgrabungen in Luna. Zudem wurde er 1967 auf den Lehrstuhl für Archäologie der Katholischen Universität Mailand berufen, 1972 auf den entsprechenden Lehrstuhl der Universität Lecce. Schließlich folgte er 1977 dem Ruf der Universität Genua auf den Lehrstuhl für Archeologia e storia dell’arte greca e romana, an der er bis 1990 lehrte.

## Publikationen (Auswahl)
- Pittura romana in Bulgaria. Palombi, Rom 1943.
- L’arte di Roma e del mondo romano. UTET, Turin 1961.
- L’arte etrusca. Garzanti, Mailand 1963.
- La Villa dei misteri a Pompei. Fabbri, Mailand 1965
- als Herausgeber: Scavi di Caesarea Maritima. L’Erma di Bretschneider, Rom 1966.
- Novità archeologiche a Velleia. Giuffrè, Mailand 1968.
- als Herausgeber: Scavi di Luni. Relazione preliminare delle campagne di scavo 1970-1971. L’Erma di Bretschneider, Rom 1973.
- Archeologia in Liguria. Scavi e scoperte, 1967–75. Soprintendenza Archeologica della Liguria, Genua 1976.
- als Herausgeber: Scavi di Luni. 2: Relazione delle campagne di scavo 1972, 1973, 1974. L’Erma di Bretschneider, Rom 1977.
- Luni. Guida archeologica. Editore Zappa, Sarzana 1989.